# Grabstede
Grabstede is een dorp (Ortsteil) in de gemeente Bockhorn, die deel uitmaakt van de Landkreis Friesland in de Duitse deelstaat Nedersaksen. Het tegen het bosgebied Neuenburger Urwald in de Friesische Wehde aan liggende plaatsje ligt circa 2 kilometer ten zuiden van het hoofddorp Bockhorn. Grabstede ligt in het midden van de landkreis.

## Geschiedenis
In de middeleeuwen bezat het 5 km verder zuidelijk gelegen Bredehorn een johannieterklooster. Dit klooster bezat weer vier grote kloosterhoven, Bredehorn, Lindern, Jührden en Grabhorn. Toen het gebied aan het graafschap Oldenburg was gekomen en de graaf de Reformatie had doorgevoerd, werden deze kloosterhoven in 1530 door de graaf in beslag genomen en in leen aan vier van zijn vazallen uitgegeven. Deze kloosterhoven ontwikkelden zich tot min of meer zelfstandige landgoederen. Rond de kloosterhoeve van Grabhorn ontstond in de 16e eeuw een dorpje, dat genoemd werd naar de locatie, waar mannen klei groeven (graaf-plek, Grab-stede). Tot op de huidige dag wordt er klei gegraven voor de productie van klinkers en bakstenen. Van 1893 tot 1992 had Grabhorn een klein station aan de spoorlijn Ellenserdamm - Ocholt. Het reizigersvervoer werd reeds in 1954 gestaakt, het goederenvervoer in twee fasen (1966 en 1992).
Het plaatsje behoorde sinds 1933 tot de Großgemeinde Friesische Wehde, die in 1948 in drie kleinere gemeentes werd opgesplitst; Grabstede kwam in de gemeente Bockhorn te liggen.

## Bezienswaardigheden
- Het Neuenburger Urwald ten westen van Bockhorn-dorp en Grabstede is een natuurgebied, waarvan een deel in het aangrenzende Zetel ligt. Het is een restant van het in het verleden veel grotere bosgebied Friesische Wehde. Het gebied bestaat grotendeels uit ecologisch waardevol gemengd bos. In de gemeente Bockhorn ligt 60 hectare van dit gebied, waar de bewoners van de streek graag komen wandelen.
- In de klinkerfabriek Uhlhorn te Grabstede is een permanente tentoonstelling (Altes Klinkerzentrum) over de geschiedenis van deze bedrijfstak te zien.

## Weblink
- www.altes-klinkerzentrum.de/ Altes Klinkerzentrum, permanente expositie over de klinkerfabricage